# Listrac-Médoc
Listrac-Médoc là một xã trong tỉnh Gironde, thuộc vùng Nouvelle-Aquitaine của nước Pháp, có dân số là 1854 người (thời điểm 1999). Listrac-Médoc là một nơi trồng nho, trong vùng phía nam của Médoc, khoảng 35 km về phía tây-bắc của thành phố Bordeaux. Năm 2002 Listrac-Médoc đã sản xuất 29.154 hectolit rượu vang đỏ.